# Famille Petitfils
La famille Petitfils est une famille française.

## Personnalités
- Edmond Petitfils, (1878-1950), homme politique français.
- Pierre Petitfils, (1908-2001 ), biographe français, fils du précédent.
- Jean-Christian Petitfils, (1944- ), banquier, historien et écrivain français, fils du précédent.

## Portraits

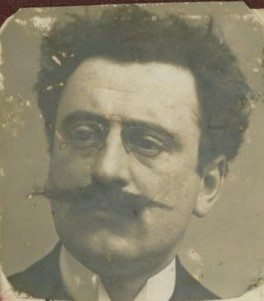
Edmond Petitfils (1878-1950)
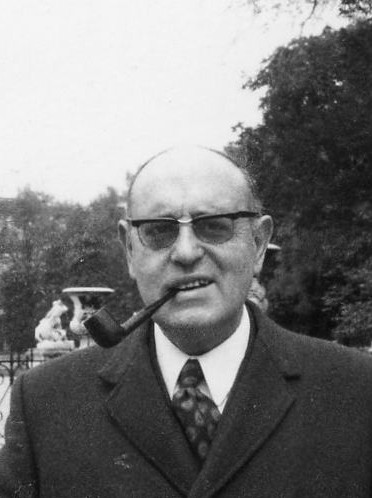
Pierre Petitfils (1908-2001)
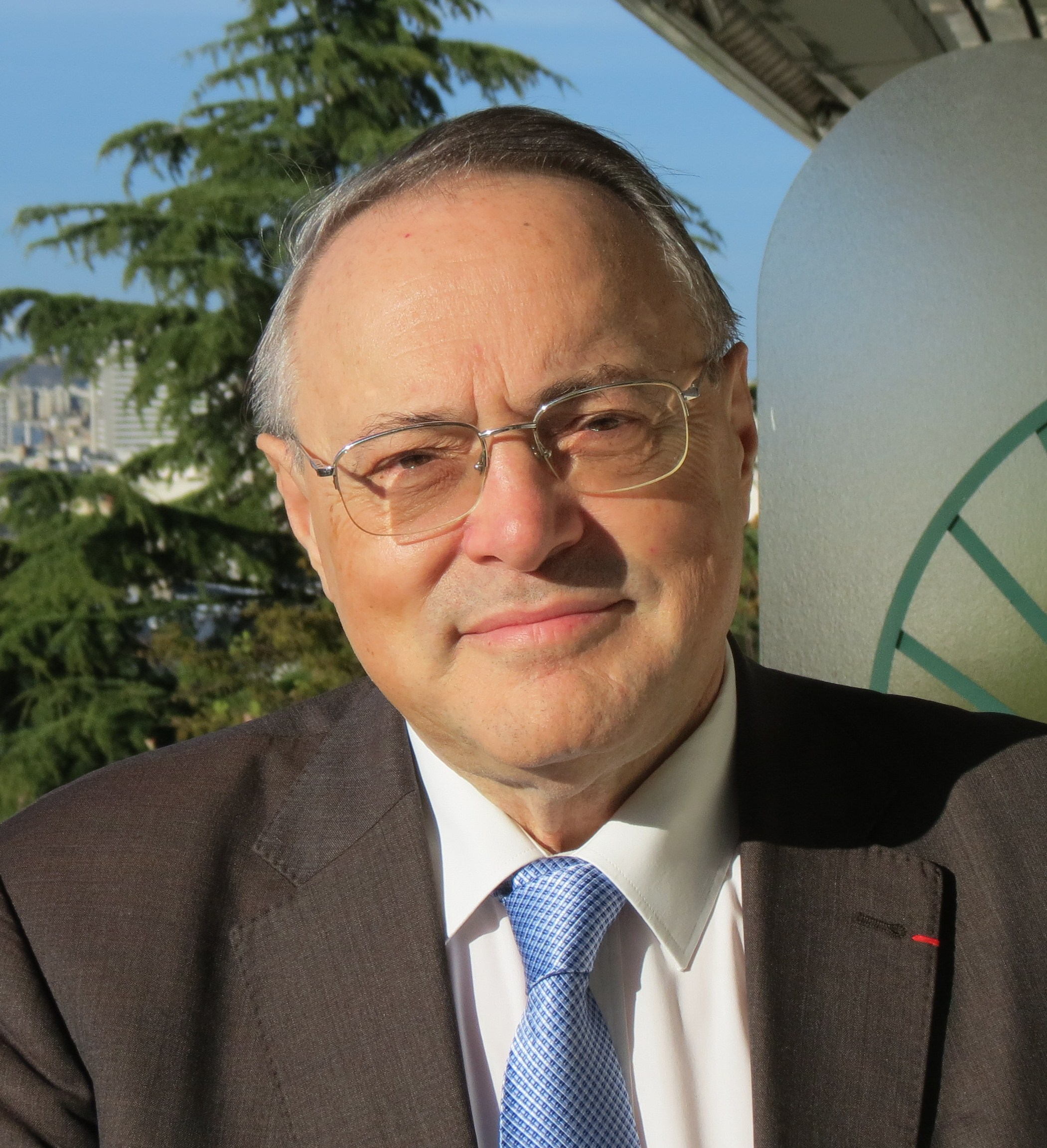
Jean-Christian Petitfils (1944- )